# Puss 'n' Boots
Puss 'n' Boots è il sesto album della band Crash Test Dummies pubblicato nel 2003.
Originariamente l'album doveva essere un album solista di Brad Roberts. In questo album Dan Roberts suona il basso e Ellen Reid fa il coro.

## Tracce
1. It's a Shame – 4:14
2. Everything Is Better With Me – 3:33
3. Triple Master Blaster – 2:50
4. I'm The Man (That You Are Not) – 3:32
5. Stupid Same – 2:58
6. I'll See What I Can Do – 3:19
7. You're Gun Won't Fire – 3:51
8. Flying Feelin – 3:24
9. If Ya Wanna Know – 3:53
10. Bye Bye Baby, Goodbye – 3:00
11. I Never Try That Hard – 4:46
12. Never Brother Looking Back – 2:58
13. It'll Never Leave You Alone – 3:17

## Musicisti
- Brad Roberts - cantante
- Ellen Reid - coro
- Dan Roberts - basso
- Stuart Cameron - chitarra, lap steel guitar, chitarra a dodici corde, programmatore, loop
- Chris Brown - pianoforte, mellotron, clavinet, organo
- Ethan Eubanks - percussioni, batteria, loop
- Wijnand Jansveld - chitarra
- Tina Maddigan - coro
- John Allen Cameron - chitarra a dodici corde
- Jamie Staub - programmatore, loop, bonghi